# Batata doce de Aljezur

Batata doce de Aljezur  (patate douce d'Aljezur) est une indication géographique protégée (IGP) qui s'applique à une production de patates douces autour de la commune d'Aljezur dans la région de l'Algarve (Portugal). Cette production a été enregistrée comme indication géographique protégée (IGP) au niveau européen en 2009. 

## Description
Le patate douce d'Aljezur est un tubercule piriforme et allongé, à la peau de couleur pourpre ou brun jaunâtre et à la chair jaune. Son calibre varie entre 8,5 cm de long sur 4,0 cm de large  et 16,5 cm de long sur 7,1 cm de large et son poids entre 50 et 450 g. Sa saveur est douceâtre et sa texture peu fibreuse. Cru, son goût ressemble à celui de la châtaigne.

## Conditions à respecter
Une seule variété est autorisée : 'Lira'.
La zone de production, située dans la région de l'Algarve, couvre les territoires suivants :
- la commune d'Aljezur (district de Faro)

- les paroisses de São Teotóneo, São Salvador, Zambujeira do Mar, Longueira / Almograve et Vila Nova de Milfontes dans la commune d'Odemira (district de Beja).